# Albert Giese (Architekt)
Albert Giese (* 14. Mai 1851 in Altena, Westfalen; † 1. Dezember 1944 in Halle (Saale)) war ein deutscher Architekt.

## Leben
Albert Giese war er das elfte Kind von Friedrich Giese und Marie Elisabeth Giese geb. Berkenhoff aus Altena im westfälischen Sauerland.
Zunächst absolvierte Albert Giese eine Bäckerlehre und zog dann mit seinem Bruder Ernst Heinrich nach Halle. Giese heiratete noch vor dem Umzug Marie Leopoldine Gertrude Gläsner und hatte mit ihr drei Kinder, zu denen als zweitgeborenes Kind der Kunsthistoriker Leopold Giese gehörte. Albert Giese gründete 1883 mit seinem Bruder Ernst Heinrich Giese zusammen das Atelier für Architektur und Kunstgewerbe / Bauausführung in Halle und betrieb es bis 1922. Giese starb 1944 und wurde auf dem halleschen Nordfriedhof bestattet. Die Grabstelle existiert nicht mehr.

## Bauten und Entwürfe

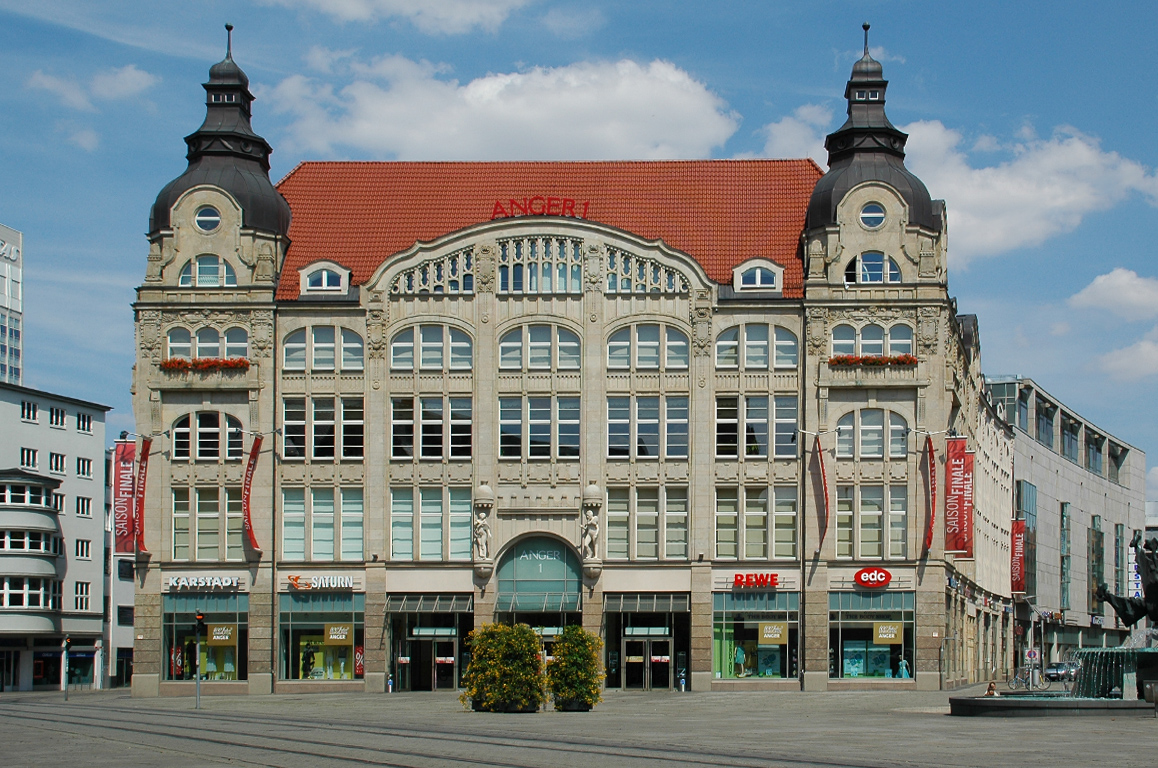
Kaufhaus Römischer Kaiser in Erfurt

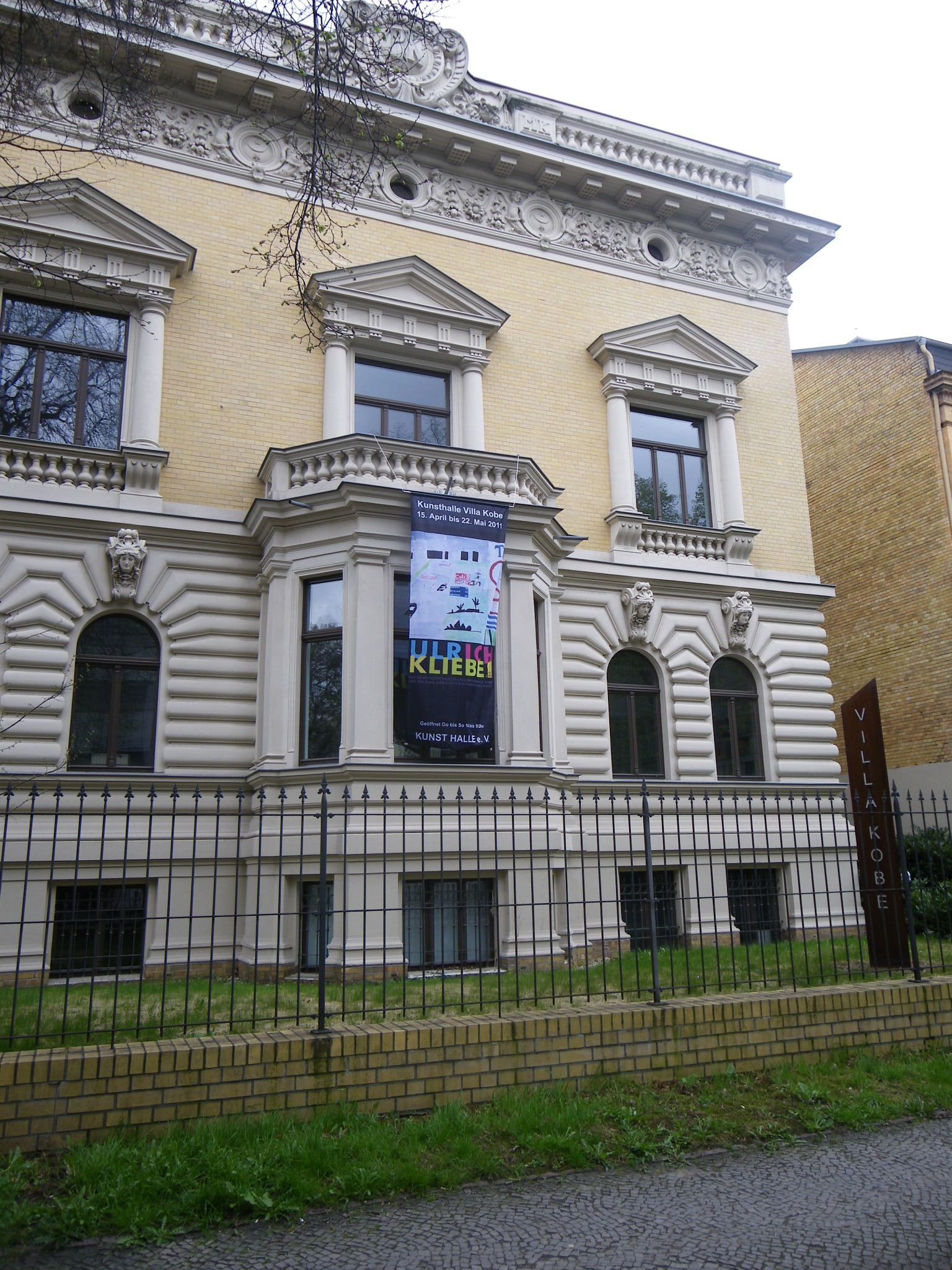
Villa Kobe

(alle in Zusammenarbeit mit Ernst Heinrich Giese)
- 1886–1888: Schützenhaus der Glauchaer Schützengesellschaft in Halle (Saale), Lerchenfeldstraße 14 (heute Städtisches Museum; unter Denkmalschutz)[2]
- 1887: Wohn- und Geschäftshaus in Halle (Saale), Geiststraße 23 (unter Denkmalschutz)[3]
- 1889–1890: Textilkaufhaus Bruno Freytag in Halle (Saale), Leipziger Straße 100 (unter Denkmalschutz)[4]
- 1889–1890: Kaufhaus Max Pinthus in Halle (Saale), Marktplatz 18 (1906 verändert)
- 1889–1891: Wohn- und Geschäftshäuser mit Café Hohenzollern in Halle (Saale), Geiststraße 40/41 (Haus Geiststraße 41 2007 abgerissen)[5]
- 1890: Wohn- und Geschäftshaus in Halle (Saale), Geiststraße 10 (unter Denkmalschutz)[6]
- 1891–1892: Villa für den Kaufmann Paul Kobe in Halle (Saale), Philipp-Müller-Straße 65 (unter Denkmalschutz)[7]
- 1892: Wohn- und Bürohaus mit Lagerhaus der Spedition Albert Mann in Halle (Saale), Ankerstraße 3 (unter Denkmalschutz)[8]
- 1897: Geschäftshaus als Verlags- und Druckereigebäude der Tageszeitung „Hallesche Nachrichten“ in Halle (Saale), Große Ulrichstraße 16 (unter Denkmalschutz)[9]
- 1897–1898: Haus der Schützengesellschaft in Pößneck, Straße des Friedens 18[10]
- um 1900: zwei Wohn- und Geschäftshäuser in Halle (Saale), Joliot-Curie-Platz 1 und 1a (unter Denkmalschutz)[11]
- 1901: Wohn- und Geschäftshaus in Halle (Saale), Schmeerstraße 28 (unter Denkmalschutz)[12]
- 1901: Wohn- und Geschäftshaus in Halle (Saale), Große Steinstraße 68 (unter Denkmalschutz)[13]
- 1901–1902: Villa Kaehne in Halle (Saale), Mühlweg 15 (unter Denkmalschutz)[14]
- 1901–1902: Textilkaufhaus Brummer & Benjamin in Halle (Saale), Große Ulrichstraße 22/23 (unter Denkmalschutz)[15]
- 1906: Wohn- und Geschäftshaus in Halle (Saale), Große Steinstraße 23 (unter Denkmalschutz)[16]
- 1906–1907: Volkspark in Halle (Saale), Burgstraße 27 (unter Denkmalschutz)[17]
- 1906–1908: Kaufhaus Römischer Kaiser für den Warenhaus-Konzern Hermann Tietz in Erfurt, Am Anger 1–3 (1967 im Inneren verändert)[18]
- 1908: Textilkaufhaus Weiss in Halle (Saale), Leipziger Straße 105/106 (Fassade in den 1960er Jahren verändert; unter Denkmalschutz)[19]